# Ca l'Aulet (Santa Pau)
Ca l'Aulet és una obra de Santa Pau (Garrotxa) inclosa a l'Inventari del Patrimoni Arquitectònic de Catalunya.

## Descripció
És un casal situat als contraforts de la serra de Sant Julià del Mont, a la Vall de Sant Martí Vell. La seva planta és rectangular i disposa de planta baixa i dos pisos. La primera estava destinada al bestiar i els dos superiors a l'habitatge. Va ésser construïda amb carreus molt ben treballats als angles de la casa i a les obertures. Ca l'Aulet ha sofert moltes transformacions posteriors, desfigurant la seva fàbrica primitiva.

## Història
Els orígens de Ca l'Aulet cal remuntar-los a l'època baronial: en aquest moment la Vall de Sant Martí Vell es trobava molt poblada. Cal recordar que masos importants com Camprodon, Les Feixes, La Boixeda, Can Boiges de Vivó... ja estan en ple funcionament. Ca l'Aulet conserva una bonica finestra de senzilles traces gòtiques amb la data "1586". La Vall de Sant Martí Vell va ésser habitada des de temps remots i la prova d'això la trobem en que possiblement era creuada per la ruta prehistòrica que anava des de la ciutat d'Emporium a la Vall d'en Bas. El menhir del Diable servia de terme entre els pobles que habitaven aquestes valls.